# La Tribune
La Tribune è il secondo giornale economico finanziario francese, dopo Les Echos.

## Storia
Il proprietario attuale del giornale La Tribune è il gruppo francese LVMH, di Bernard Arnault, tramite la sua controllata DI Group.
Se Bernard Arnault riuscisse ad acquistare il rivale Les Echos, per motivi antitrust dovrebbe vendere La Tribune. In questo caso, il maggior candidato all'acquisto sarebbe il finanziere Vincent Bolloré.